# Demografía de Siria

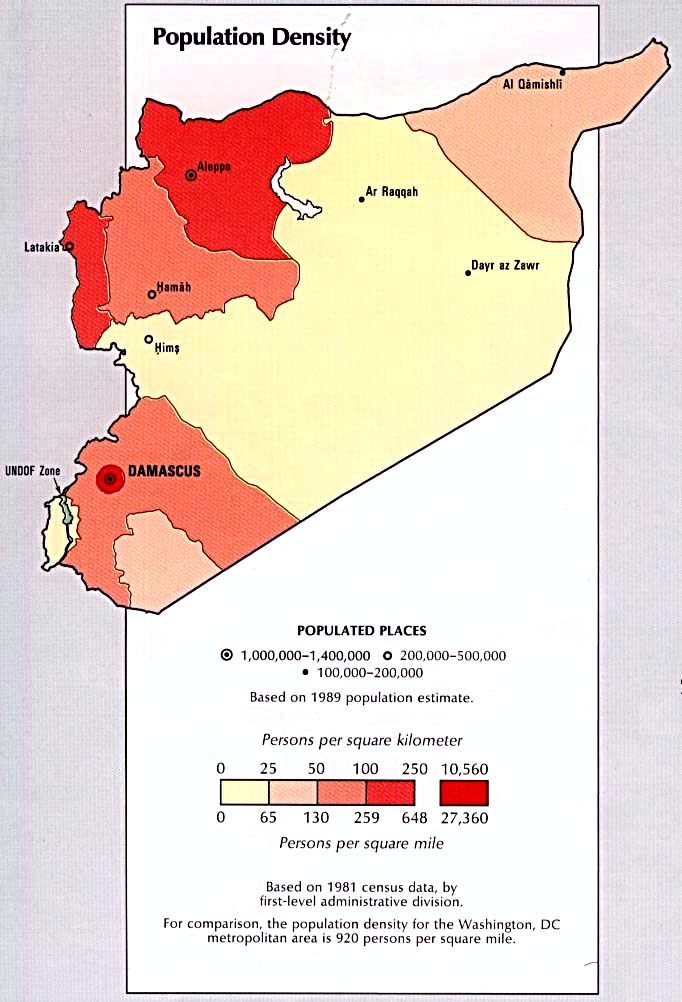
Densidad de población en 1993.

La mayoría de los sirios son semitas del Levante mediterráneo. Hoy en día los sirios son considerados árabes por su lenguaje, cultura, posición geográfica e historia. También existe una minoría no-semita que fue ocupando el territorio a través de los años.
Siria cerró 2023 con una población de 23.594.623 personas nacidas en Siria, lo que supone un incremento de 1.132.450 habitantes, 565.381 mujeres y 567.069 hombres, respecto a 2022, así como 1,3 millones de refugiados iraquíes y más de 500.000 refugiados palestinos.

## Religión
Datos del año 2018 indicaban que el 89% de la población es musulmanes suníes, un 6 por ciento parte del islam alawuíes y el 4% restante es cristiano  sobre todo de la Iglesia católica está presente en Siria, donde cuenta con 368.000 fieles aproximadamente el 2% de la población total, y otras denominaciones como el cristianismo ortodoxo grecocatólico, armenio, siriojacobita.

## Idioma
El árabe es el idioma oficial y también es el más hablado en el país. Hay hablantes de español.

## Etnias
Datos se 2022 indican que la etnia se conforma por un 97,8% de árabes, junto a un 2% de kurdos, armenios, turcos y refugiados palestinos.

## Minorías

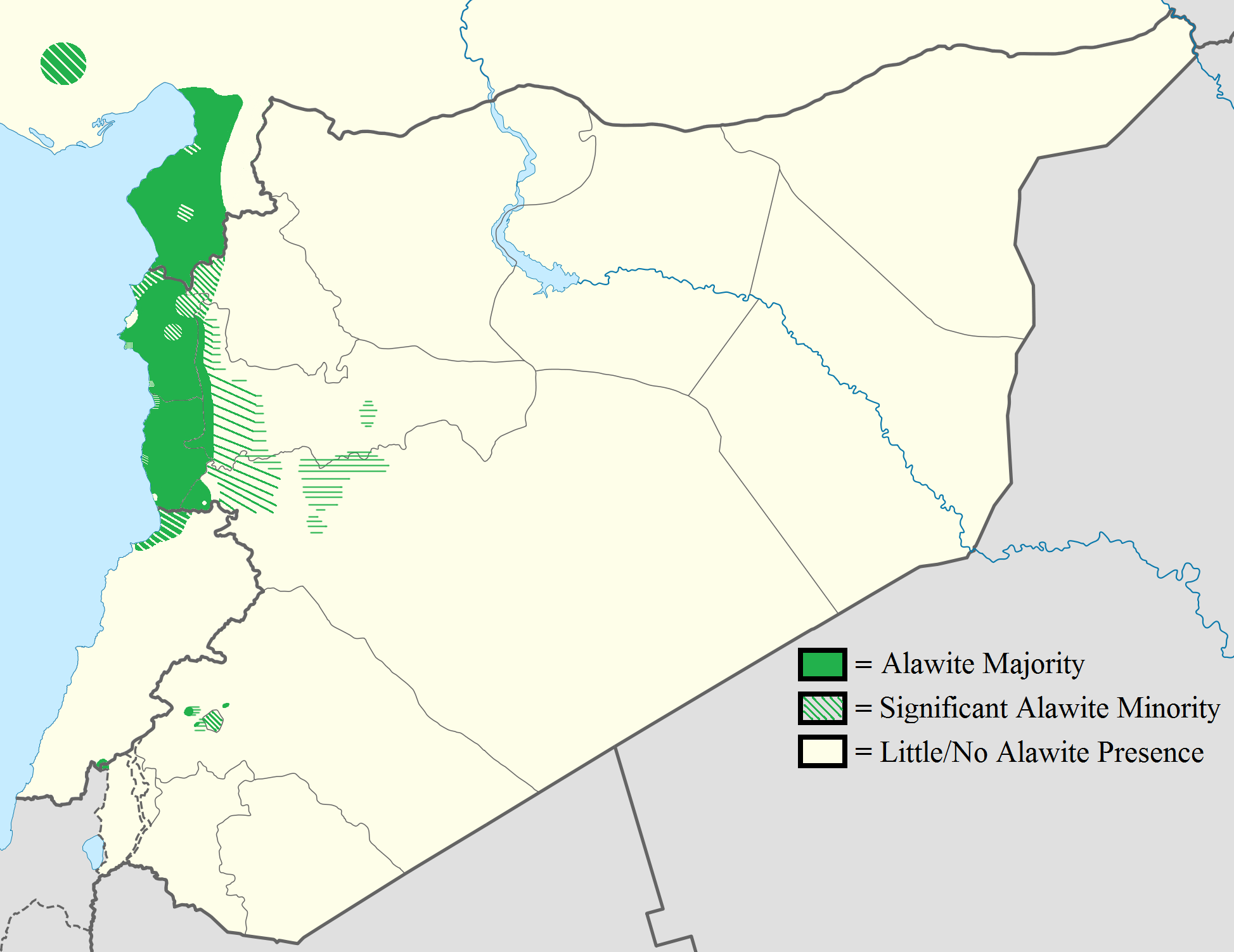
Distribución de las poblaciones alauitas en Siria y otros Estados vecinos.

la guerra civil surgieron grupos extremistas con el objetivo de derrocar al presidente Al Assad. Entre ellos el grupo Hayat Tahrir al Sham (HTS), así como grupos que desplegaron la violencia terrorista desde 2011 en Siria, tales como el frente Al Nusra, y el propio ISIS y el Daesh quienes realizaron asesinatos masivos contra las minorías cristianas, yazidíes y alauitas.El 8 de diciembre de 2024 los yihadistas islámicos tomaron el poder mediante una facción heredera de Al Qaeda, denominada Hayat Tahrir al Sham liderados por Mohamed al Jawlani quien cambio su nombre a Ahmed al-Shara quien dirigiendo a los yihadistas islámicos recién llegados al poder ejecutaron una matanza contra la población civil, especialmente contra las minorías entre los alauitas, cristianos y drusos.

### Armenios
Durante la llamada ofensiva de Latakia se cometieron matanzas contra minorías perpetradas por el Ejército Libre Sirio, entre ellas la sucedida en Kasab, habitado mayoritariamente por armenios étnicos. Gran parte de la población huyó cuando los rebeldes entraron en Kasab lo que causó la huida masiva de la minoría armenia del país.A comienzos de 2025 la cantidad de armenios en Siria se redujo de 100 mil a menos de 30 mil personas tras la campaña de represión lanzada por las nuevas autoridades de Siria contra diversas minorías como los armenios, los alauítas y cristianos, seguidas de asesinatos en masa y torturas de civiles por parte de grupos armados leales al Ahmed al-Shara, lo que llevó al gobierno armenio a planear una evacuación total de emergencia de la minoría armenia en marzo de 2025.

### Alauitas
Desde diciembre de 2024 en Siria se han perpetrado una serie de asesinatos selectivos y masacres contra los alauitas, principalmente en la región costera del país con la toma del poder de Ahmed al-Sharaa, a inicios del año 2025.
Miles de combatientes de grupos islamistas, y del Ejército Libre Sirio llegaron desde Idlib, Alepo y Deir ez-Zor a la costa siria, con el objetivo de realizar limpieza étnica contra los alauitas.Desde la toma de poder por parte del Ejército libre sirio y el inicio del régimen de Ahmed al Sharaa se han producido matanzas étnicas persecución y masacres contra la minoría alauitas perpetradas por  brigadas armadas, grupos paramilitares y las propias fuerzas de seguridad del gobierno actual. Desde 2025 la comunidad alauita fue forzada a abandonar sus puestos de trabajo en la administración pública, y los militares de origen alauita dados de baja y despojados de sus casas y de sus ingresos, incluidos aquellos que ya gozaban de una jubilación.en mayo de 2025 más de 1000 personas pertenecientes al pueblo chiita alauita, fueron asesinadas por tropas gubernamentales. Ese mismo mes un informe de la BBC públicó información acerca de saqueos de aldeas y asesinatos en masa, incluso de niños, principe Latakia y Tartus zonas alauítas.

### Cristianos
La situación de los cristianos con más de dos mil años de presencia en el país se desestabilizó tras el derrocamiento de Bashar al Asad. La principal figura cristiana el arzobispo católico sirio Yacoub Mourad fue prisionero del Estado Islámico en 2019, en 2025 denunciaría las masacres contra alauítas y cristianos bajo el régimen de Ahmed al Sharaa.
Con la llegada al sur del país de tropas de Al Sharaa se produjeron matanzas contra grupos étnicos que también asesinan a cristianos llevando a muchos de ellos a refugiarse en una base militar rusa. Los patriarcas sitios de la Iglesia Copta los patriarcas sirios denunciaron una «peligrosa escalada de violencia, torturas y asesinatos perpetrados por el régimen de Al Sharaa entre ellos casos de familias masacradas dentro de sus casas, civiles torturados y ejecutados por ser cristianos y mujeres violadas por soldados del autodenominado "Ejército Libre Sirio"Las matanzas del régimen de Al Sharaa llevaron al Alto Comisionado de las Naciones Unidas para los Derechos Humanos, Volker Türk, a  expresar en un comunicado "su preocupación por los informes de ejecuciones sumarias, los asesinatos de civiles en las áreas costeras del noroeste de Siria deben cesar inmediatamente".en paralelo Amnistía Internacional pidió que las matanzas de civiles alauíes en la costa deben investigarse como crímenes de guerra y denunció que milicias afiliadas al nuevo gobierno mataron deliberadamente a civiles de la minoría alauí.A pesar de las condenas internacionales por las masacres contra minorías Ursula von der Leyen comprometió 2500 millones de euros de presupuesto europeo en apoyo al gobierno de Al Sharaa.Desde el derrocamiento de Al Assad grupos yihadistas perpetrarían varios atentados contra los cristianos 

### Drusos
Desde el derrocamiento de Al Asad el régimen del dictador Ahmed Huseín al-Charaa comenzó una limpieza étnica contra diversas minorías entre ellas armenia, drusos y alauitas. En marzo de 2025 más de 100 personas de la minoría drusa fueron asesinadas en dos días en una ola de violencia contra la minoría drusa por parte de grupos armados vinculados al régimen de Ahmed quien había sido comandante del EII, para crear el Frente Al-Nusra grupo local del Estado Islámico de Irak (EII). La ofensiva ordenada por Al Charaah llevó al desplazamiento de miles de drusos al sur del país, y al exterior especialmente al Líbano e IsraelEn mayo el líder de la minoría drusa de Siria denunció una “campaña genocida” y criticó al poder islamista de Ahmed al Sharaa por las matanzas que llevaron a cabo diversos grupos paramilitares del dictador contra aldeas drusas.Diversas aldeas y barrios drusos serían bombardeados en 2025.Desde inicios de 2025 una parte de esta minoría se ha visto obligada a huir del país, reduciendo su población.Las masacres contra la minoría drusa se profundizaría a mediados de 2025, con las masacres en julio de ese año entre ellas la del Hospital Nacional de Suweida, dónde las tropas de Ahmed Huseín al-Charaa atacaron a la comunidad religiosa drusa, acudieron al hospital y llevaron a cabo asesinatos de todos los pacientes que estaban allí.

## Kurdos
Al año 2023 se estimaba que los kurdos representaban entre el 0,7 y el 1.2 por ciento de la población totalconcentrados principalmente en el norte. Desde 2014 bajo control de las Fuerzas Democráticas Sirias (FDS), lideradas por los kurdos y respaldadas por Estados Unidos. Numerosos grupos de derechos humanos, como Amnistía Internacional y organizaciones internacionales, han acusado a las FDS kurdas de llevar a cabo una limpieza étnica en las zonas árabes con el objetivo de desplazar a la mayoría árabe por una minoría kurda.

## Estadísticas
Población:
18.744.875
Estructura por edad:

0-14 años:

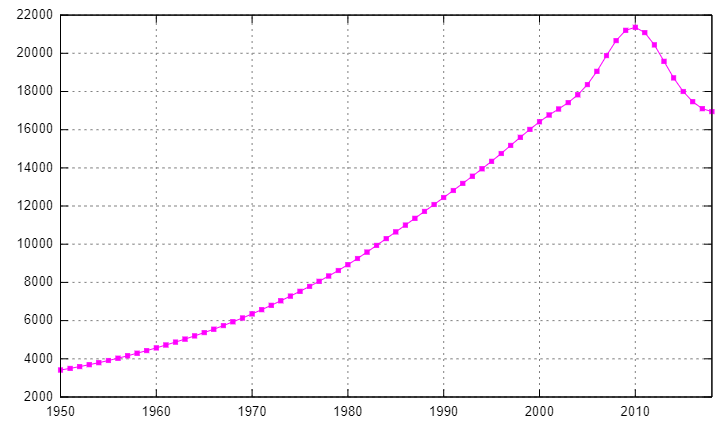
Demografía, información del FAO en el año 2005; cantidad de habitantes en miles.

37,4% (hombres 3.556.795; mujeres 3.350.799)

15-64 años:
59,3% (hombres 5.601.971; mujeres 5.333.022)

65 años y más:
3,3% (hombres 288.868; mujeres 317.052) (2005 est.)
Índice de crecimiento de la población:
2,30% (2006 est.)
Tasa de natalidad:
28,29 nacimientos/1.000 habitantes (2005 est.)
Tasa de mortalidad:
4,88 muertes/1.000 habitantes (2005 est.)
Tasa de inmigración:
0 inmigrante(s)/1.000 habitantes (2005 est.)
Tasa de masculinidad:

al nacer:
1,06 hombre(s)/mujer

menos de 15 años:
1,06 hombre(s)/mujer

15-64 años:
1,05 hombre(s)/mujer

65 años y más:
0,91 hombre(s)/mujer

total de la población:
1,05 hombre(s)/mujer (2005 est.)
Índice de mortalidad infantil:
29,53 muertes/1.000 nacidos vivos (2005 est.)
Esperanza de vida al nacer:

total de la población:
70,03 años

hombres:
68,75 años

mujeres:
71,38 años (2005 est.)
Tasa de fertilidad:
3,5 niños nacidos/mujer (2005 est.)
Grupos étnicos:
La etnia se conforma por un 97% de árabes, un 1.7% de kurdos y el resto son armenios, turcos y refugiados palestinos.
Analfabetismo:

definición:
Mayores de 15 años que no pueden leer ni escribir

total de la población:
20,2%

hombres:
14%

mujeres:
26,4% (2006 est.)